# 行仁町
行仁町（ぎょうにんまち）は、福島県会津若松市の町。郵便番号は965-0033。

## 概要
会津若松市街地の中部 - 北部に位置しており、西側の上町と東側の千石町の間、会津若松市立行仁小学校周辺を町域とする。
町名は、前述の会津若松市立行仁小学校による。

## 地理
会津盆地南東部に位置する会津地方の中心都市、会津若松市の北西部に位置する。周辺の地域とともに阿賀川の支流、湯川、溷川などやその支流により形成された扇状地上に発達した会津若松市街地の一部である。東は千石町、花畑東、西は上町、相生町、南は宮町、北は旭町に接する。

## 歴史

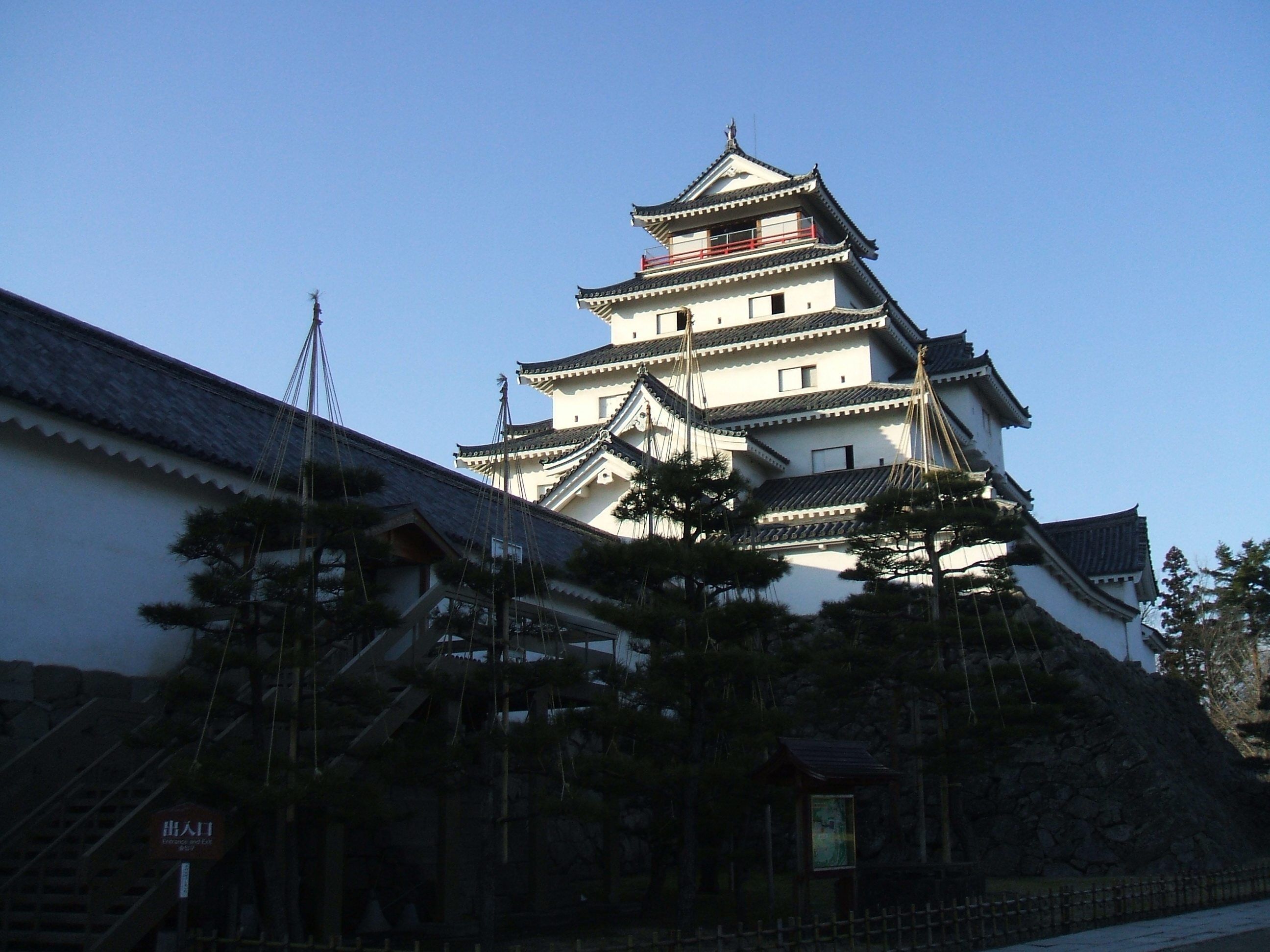
現在の若松城（鶴ヶ城）

### 近世
江戸時代、周辺の地域は会津藩によって治められていた。当時、現在の行仁町周辺には行人町（ぎょうにんまち）、東名子屋町、五軒町、野伏町（のぶしまち）、本郷町、竪三日町、寺町、八角分（やすみぶん）などが存在していた。

#### 各町の概要

##### 行人町
行人町は若松城下の城郭外北部、当時の上町に属し、北側は滝沢組町、南側は横三日町に接していた。町名は文禄年間の時期において、行寿と呼ばれる行人が住んでいたことにより、幅5間の通りであった。また、当町には職人、商人、馬尾篩地織が居住しており、博労町で行われていた馬町ものちに当町で行われるようになったとされる。

##### 東名子屋町
東名古屋町は若松城下の城郭外北部、当時の上町に属し、寺町から北方向に向かう通りで当時の若松北東端に位置していた町であった。通りの幅は9尺で、正保年間以降にできたとされている蔵屋敷があり、主に藩士向けの蔵米が収納されていた。また、職人、御家人が居住していたとされる。

##### 五軒町
五軒町は若松城下の城郭外北部、当時の上町に属し、野伏町の北側に位置している通りであった。中六日町横丁とも言われる幅3間の通りであったほか、町名はもともと家が五軒あったことによるとされる。

##### 野伏町
野伏町は若松城下の城郭外北部、当時の上町に属し、本郷町の北側に位置している通りで、東側は行人町、西側は甲賀町（こうかまち）に接していた。町名はもともと大沼郡本郷村岩崎の城下に起源があり、弓組足軽居住したことによる。また、中六日町の東側を上野伏町、西側を下野伏町といい、幅3間の通で職人、商人などが居住していた。加えて、本町は天正または文禄年間の間に移転したとされている。

##### 本郷町
本郷町は、若松城下の城郭外北部、当時の上町に属し、竪三日町の北側に位置している通りで、東側は行人町、西側は中六日町に接していた。本町の町名は天正年間に大沼郡本郷村から移ったことによるとされ、職人、商人などが居住していたとされている。

##### 竪三日町
竪三日町は当時、立三日町とも書いた町で、若松城下の城郭外北部、当時の上町に属し、槻木町（つきのきまち）の北側に位置している通りで、東側は千石町、西側は本六日町に接していた。町名は3のつく日に市が立っていたことに由来し、幅は4間あまりの通りであった。また、本町も天正年間に大沼郡本郷村から移ったとされている。

##### 寺町
寺町は若松城下の城郭外北部、当時の上町に属し、竪三日町の北側に位置している通りで、東側は餌指町（えさしまち）、西側は行人町に接していた。町名は以前に寺院が多かったことによるとされ、職人、御家人などが居住していた。

##### 八角分
八角分は、若松城下の東黒川町分に属しており、上町の東側に位置していた。八角宮とも言ったほか、文禄3年では361石であったとされる。

### 近代
明治時代に入ると、江戸時代からの若松城下の町は再編され、野伏町が分割され、それぞれ若松上野伏町、若松下野伏町となったほか、行人町は若松行人町、東名子屋町は若松東名子屋町、中六日町は若松中六日町、寺町は若松寺町、愛宕町は若松愛宕町、五軒町は若松五軒町、本郷町は若松本郷町、竪三日町は若松竪三日町、槻木町は若松槻木町、横三日町は若松横三日町となった。また、これらの町名は、1889年まで「若松」を冠称していたが、その後は「若松」を冠称していない。その後、1889年に町村制の施行によりこれらの町は若松町の町となり、1899年には若松町の市制施行により若松市の町名となった。
また、蚕養宮村、八角分のそれぞれ一部から、あとに行仁町の一部となる八角村が誕生し、蚕養村を経て一箕村となる。加えて、1873年に行人町小学校が設立されている。

### 現代
1951年の若松市による町北村を編入などを経て、1955年には当時の若松市と高野村、一箕村、神指村、門田村、東山村、大戸村、湊村が合併し、会津若松市となる。これより、行人町、上野伏町、寺町など周辺の町は同市の町となる。その後、1960年代に入ると会津若松市の住居表示が実施される。これにより、1966年に上野伏町、寺町に加えて、行人町、東名子屋町、中六日町、横三日町、愛宕町、五軒町、本郷町、竪三日町、槻木町、一箕町大字八角のそれぞれ一部により行仁町が誕生する 。

## 町名の変遷
| 実施後 | 実施年月日               | 実施前                 |
| ------ | ------------------------ | ---------------------- |
| 行仁町 | 1966年（昭和41年）9月1日 | 上野伏町               |
| 行仁町 | 1966年（昭和41年）9月1日 | 寺町                   |
| 行仁町 | 1966年（昭和41年）9月1日 | 行人町（一部）         |
| 行仁町 | 1966年（昭和41年）9月1日 | 東名子屋町（一部）     |
| 行仁町 | 1966年（昭和41年）9月1日 | 愛宕町（一部）         |
| 行仁町 | 1966年（昭和41年）9月1日 | 中六日町（一部）       |
| 行仁町 | 1966年（昭和41年）9月1日 | 横三日町（一部）       |
| 行仁町 | 1966年（昭和41年）9月1日 | 五軒町（一部）         |
| 行仁町 | 1966年（昭和41年）9月1日 | 本郷町（一部）         |
| 行仁町 | 1966年（昭和41年）9月1日 | 竪三日町（一部）       |
| 行仁町 | 1966年（昭和41年）9月1日 | 一箕町大字八角（一部） |

## 世帯数と人口
2017年（平成29年）8月1日現在の世帯数と人口は以下の通りである。
| 町丁   | 世帯数  | 人口  |
| ------ | ------- | ----- |
| 行仁町 | 298世帯 | 588人 |

## 交通

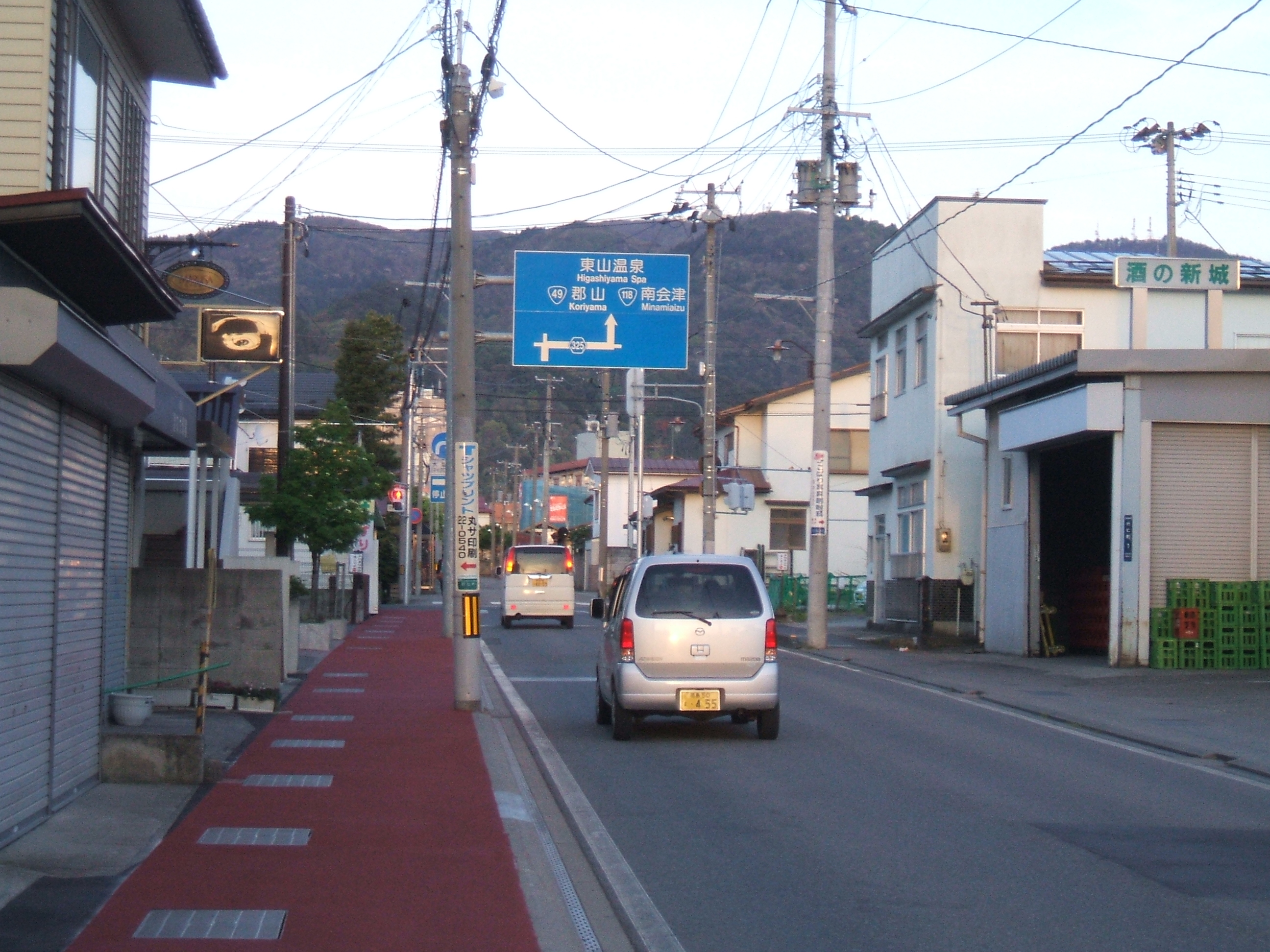
行仁町南部を通る福島県道325号湯川大町線、かつての竪三日町付近

### バス
町内を通る福島県道325号湯川大町線で会津乗合自動車によるバスが運行されている。

#### 系統
- 市内1コース
- 市内2コース
- 金堀線

### 道路
- 福島県道325号湯川大町線

## 施設
- 会津若松市立行仁小学校
- 会津若松市行仁町児童センター
- ブイチェーン行仁店

## 神社、寺院、史跡など

### 神社
- 古峯神社

### 寺院
- 本覚寺
- 真龍寺